# Antonin Dubost
Pour les articles homonymes, voir Dubost.
 (mars 2020).
Si vous disposez d'ouvrages ou d'articles de référence ou si vous connaissez des sites web de qualité traitant du thème abordé ici, merci de compléter l'article en donnant les références utiles à sa vérifiabilité et en les liant à la section « Notes et références ».
Henri Antoine Balthazard Dubost dit Antonin Dubost, né le 6 avril 1844 à l'Arbresle et mort le 15 avril 1921 à Paris, est un clerc de notaire, journaliste, préfet, conseiller d'État et homme d'État français.

## Biographie
Avocat de profession, il fut nommé secrétaire général de la Préfecture de Police de Paris le 4 septembre 1870 lors de la proclamation de la République. Afin de remplir une mission que lui a confié le gouvernement de la Défense nationale, il s'envole en octobre 1870 de la gare d'Orléans à Paris alors assiégé, avec son secrétaire Gaston Prunières, le 19 octobre 1870 à bord du ballon monté République Universelle également appelé La Fayette piloté par Louis Jossec. Il termine sa course à Charleville-Mézières dans les Ardennes après avoir parcouru 256 kilomètres.
- En janvier 1871, il devient préfet de l’Orne.
- Conseiller d’État en service ordinaire, directeur du cabinet du Ministre de la Justice M. Jules Cazot (1821-1912), en 1878
- Président du Conseil général de l'Isère de 1893 à 1920
- Député de l'Isère de 1880 à 1897
- Sénateur de l'Isère de 1897 à 1921
- Président du Sénat de 1906 à 1920 en remplacement de Fallières
- Ministre de la Justice du 3 décembre 1893 au 29 mai 1894 dans le gouvernement Jean Casimir-Perier
- Maire de La Tour-du-Pin (Isère) durant 43 ans  de 1878 à 1921

Comme Garde des sceaux, il signa ce que l'époque appela les lois scélérates, le 13 décembre 1893.

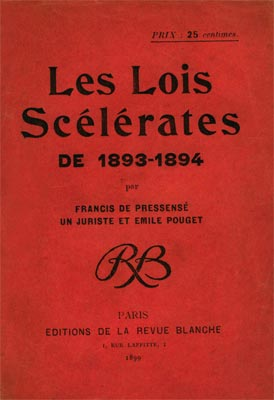
Les Lois scélérates de 1893-1894, Francis de Pressensé, Émile Pouget et Léon Blum, Éditions de La Revue Blanche, 1899.

C'est en sa qualité de président du Sénat, qu'il inaugure le 14 septembre 1913, le nouvel hôpital civil de Grenoble.

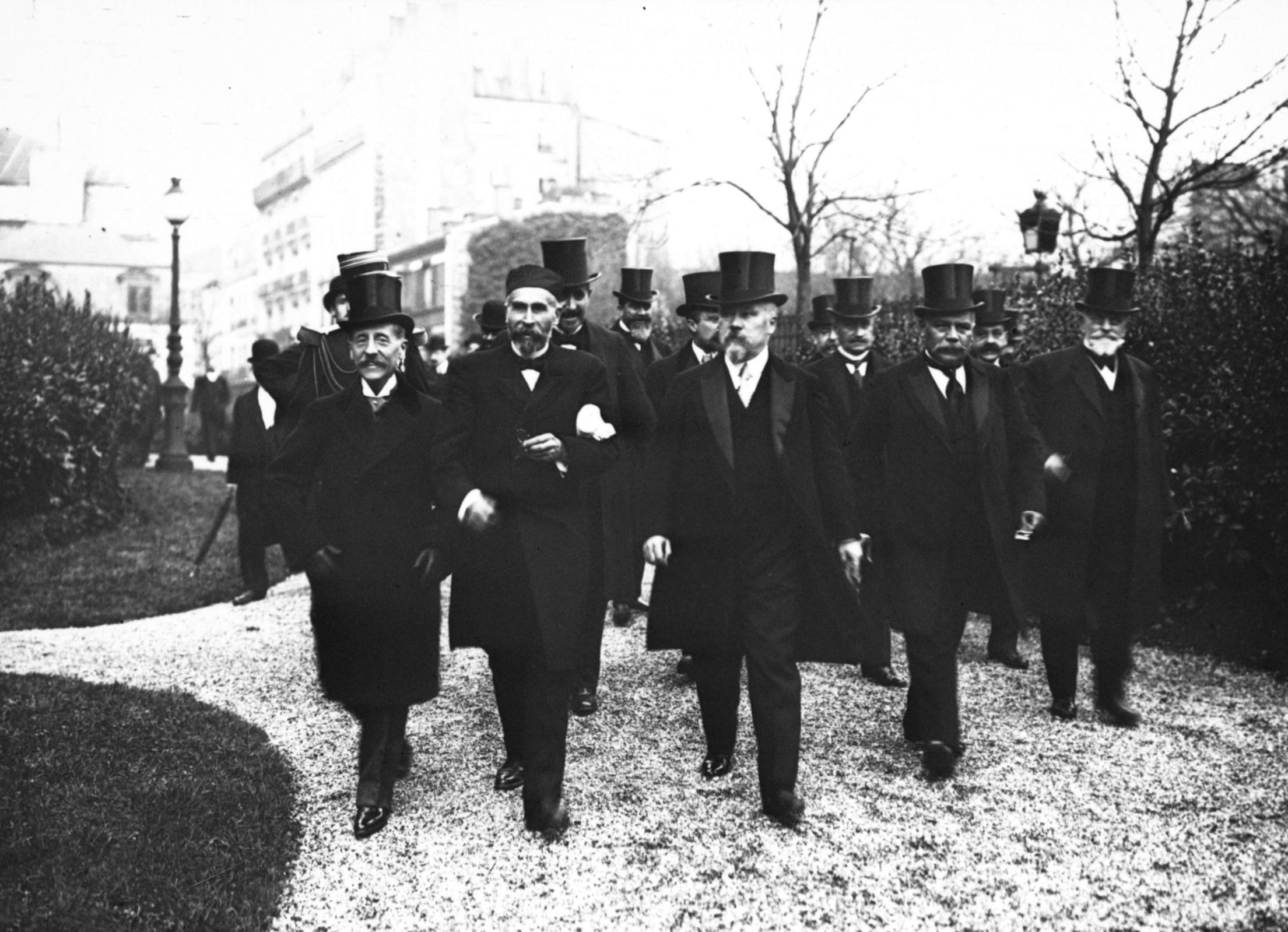
15 novembre 1913, de l'Institut Pasteur, cortège officiel : William Martin, Émile Roux, Raymond Poincaré, René Vallery-Radot et Antonin Dubost.

L'état-civil établit qu'il est mort à son domicile no 5, rue Dante. En réalité il meurt le 16 avril 1921 au 2e étage du no 8 rue des Martyrs dans la maison close de Miss Ariane[réf. nécessaire]. Un hommage républicain lui sera rendu devant la Gare de Lyon avant que le wagon funéraire ne s'ébranle en direction de La Tour-du-Pin où il fut inhumé. C'est Léon Bourgeois, son successeur à la présidence du Sénat qui prononce son éloge funèbre. L'année suivant son décès quelques journaux indiquent comme les Potins de Paris, le Journal amusant et la Vie parisienne, qu'il ne serait pas mort à son domicile, mais dans une maison « accueillante et discrète de la rue des martyrs »[réf. nécessaire].
Mais l'affaire va prendre l'allure du complot. Léon Daudet, député et rédacteur du quotidien royaliste L'Action française prétend que Antonin Dubost fut attiré dans ce lieu dans une souricière tendu par le directeur des Renseignements généraux Joseph Dumas[réf. nécessaire].
Il faut revenir quelques années en arrière[style à revoir], lorsqu'en mai-juin 1917, le moral des poilus est au plus bas après la boucherie du Chemin des Dames, Daudet accuse le ministre de l'Intérieur Louis Malvy (1875-1949), de trahison indiquant qu'il avait divulgué de documents secrets concernant l'armée d'orient et la connaissance par l'ennemi du plan d'attaque du Chemin des Dames. La Haute Cour de justice constituée au sein du Sénat le 28 novembre 1917, et le 6 août 1918 le reconnaît coupable de forfaiture et non de trahison. Le président de la Haute Cour qui condamna Malvy étant Antonin Dubost[réf. nécessaire]. 
Donc la théorie du complot voudrait qu'à la suite d'une descente de police imaginaire Dubost aurait été effrayé et qu'une complice lui aurait donné à boire pour le remettre de ses émotions une tasse de thé empoisonné. Joseph Dumas s'étant suicidé  dans son bureau de la Préfecture de police de Paris, à la suite d'un coup de téléphone d'un de ses agents le menaçant de révéler sa participation à l'assassinat de Dubost. Le mobile de l'assassinat aurait donc été la vengeance[réf. nécessaire].

## Publications
- Danton et la politique contemporaine, G. Charpentier Éditeur, Paris 1880